# Rhipidia (Rhipidia) stonei
Rhipidia (Rhipidia) stonei is een tweevleugelige uit de familie steltmuggen (Limoniidae). De soort komt voor in het Neotropisch gebied.